# T.T.T.
「T.T.T.」（ティー・ティー・ティー）は、日本の歌手MINMIの2枚目のシングルである。2002年12月4日発売。発売元はビクターエンタテインメント。

## 概要
- 2枚目のシングル。当シングルをリリースしてから来年3月に発売された1枚目のアルバム『Miracle』の制作に取りかかった。

## 収録曲
1. T.T.T.
作詞・作曲：MINMI、編曲：813(DJ YUTAKA/Shingo.S)
2. 24/7 "mitsu.nori-nori mix"
3. クリスマス☆ソング
作詞・作曲・編曲：MINMI
4. T.T.T. A-bu-ra-ka-ta-bu-ra ReMix